# Bolat Dzjumadilov
Bolat Dzjumadilov, född 22 april 1973, är en kazakstansk boxare som tog OS-silver i flugviktsboxning 1996 i Atlanta och försvarade sitt OS-silver 2000 i Sydney. 1999 vann han amatör-VM i boxning i Houston.